# Litworowy Staw Gąsienicowy
Der Litworowy Staw Gąsienicowy in Polen ist ein Gletschersee in der Dolina Zielona Gąsienicowa in der Hohen Tatra. Er befindet sich in der Gemeinde Zakopane. Er ist nicht erreichbar, da das Gebiet um den See ein streng geschütztes Naturreservat darstellt. Das Wasser des Sees fließt über die Sucha Woda Gąsienicowa ab. 